# Vella fregint ous
La Vella fregint ous és una pintura de Velázquez, realitzat a la seva etapa sevillana. Actualment es troba a la National Gallery of Scotland, a Edimburg, després d'adquirir-lo el 1955 per 57.000 lliures.
La data del quadre, encara que no està clarament definida se situaria al voltant de l'any 1618, abans del trasllat definitiu de Velázquez a Madrid, durant l'any 1623.

## La tècnica
Aquest quadre, com d'altres realitzats a la seva primera època, està influït pel clarobscur, un focus de llum, que sempre ve des de l'esquerra, il·lumina la part dreta del quadre, és a dir, l'anciana, els seus útils i ous ferrats, deixant fosca la resta, el fons i el noi. En aquest cas el clarobscur és molt intens, tant que és difícil apreciar la paret que es troba al fons del quadre i només s'identifica perquè en ella penja una cistelleta.
El realisme és quasi fotogràfic, Velázquez posa cura perquè els objectes destaquin en aquest exemplar de natura morta on apareixen plats, atuells, coberts, casseroles, morters i gerres, destacant la lluentor especial del vidre o la influència de la llum al meló que duu el noi.
El menjar de la vella està increïblement aconseguit, tant que l'oli roent està literalment saltant davant els nostres ulls.
Els peus i les mans són de les parts més expressives del cos, i si observem per un moment les mans de la vella ens adonarem que l'artista ha treballat en elles amb cura, el mateix succeeix amb les mans del noi que l'acompanya a la sala subjectant el meló o prement l'atuell de vidre.
L'ús de personatges populars es fa freqüent a les pintures de la primera època de Velázquez, arribant a utilitzar models del seu entorn familiar a molts dels casos, per exemple la dona que apareix en aquest quadre també ho fa a Crist a casa de Marta i Maria.
Destaca per les seves qualitats tenebristes, alts contrasts de llums i ombres; a la vegada que utilitza tonalitats clàssiques i tènues mostrant un clar predomini de tonalitats ocres i brunes. Patent del virtuosisme de l'autor, és el detall amb què plasma les natures mortes, les mans de la vella, també els objectes en escorç.
L'escena d'organització oval, en què apareixen mitjanes figures a plans molt pròxims, introdueix a l'espectador a l'acció congelada.